# William Paca
William Paca (Abingdon, 31 ottobre 1740 – 13 ottobre 1799) è stato un politico statunitense ed uno dei firmatari della Dichiarazione d'indipendenza degli Stati Uniti.

## Biografia
Nato a Abingdon nel Maryland da una ricca famiglia valdese di proprietari terrieri di origine abruzzese, frequentò il College of Philadelphia (oggi University of Pennsylvania), laureandosi all'età di 18 anni. Nel 1761, ottenuta la licenza per esercitare la professione, si trasferisce ad Annapolis dove lavora presso uno studio legale e comincia la sua vita politica.
Nel 1771 è eletto rappresentante all'Assemblea Provinciale all'House of Burgesses. Eletto nel 1774 Delegato al Congresso dello Stato del Maryland, fu un attivo patriota nel corso della Rivoluzione Americana. Il 2 agosto del 1776 è tra i firmatari della Dichiarazione di indipendenza americana.
Da questo momento sino alla sua morte assume una serie di importanti incarichi pubblici. Nel 1778 è giudice alla Corte Suprema del Maryland. Nel 1780 Giudice nella Suprema Corte d'Appello degli Stati Uniti. Nel 1782 e nel 1786 è eletto Governatore dello Stato del Maryland. Nel 1789 è nominato Giudice degli Stati Uniti per il Distretto del Maryland.
Morì nel 1799 presso la sua proprietà di Wye Hall nella Queen Anne's County e fu sepolto nel cimitero di famiglia.
Il 13 maggio del 1911 la Maryland Society of the Son of the American Revolution erige in onore di William Paca un monumento a Old Wye in Queen Ann's County.